# Bodeneffekt

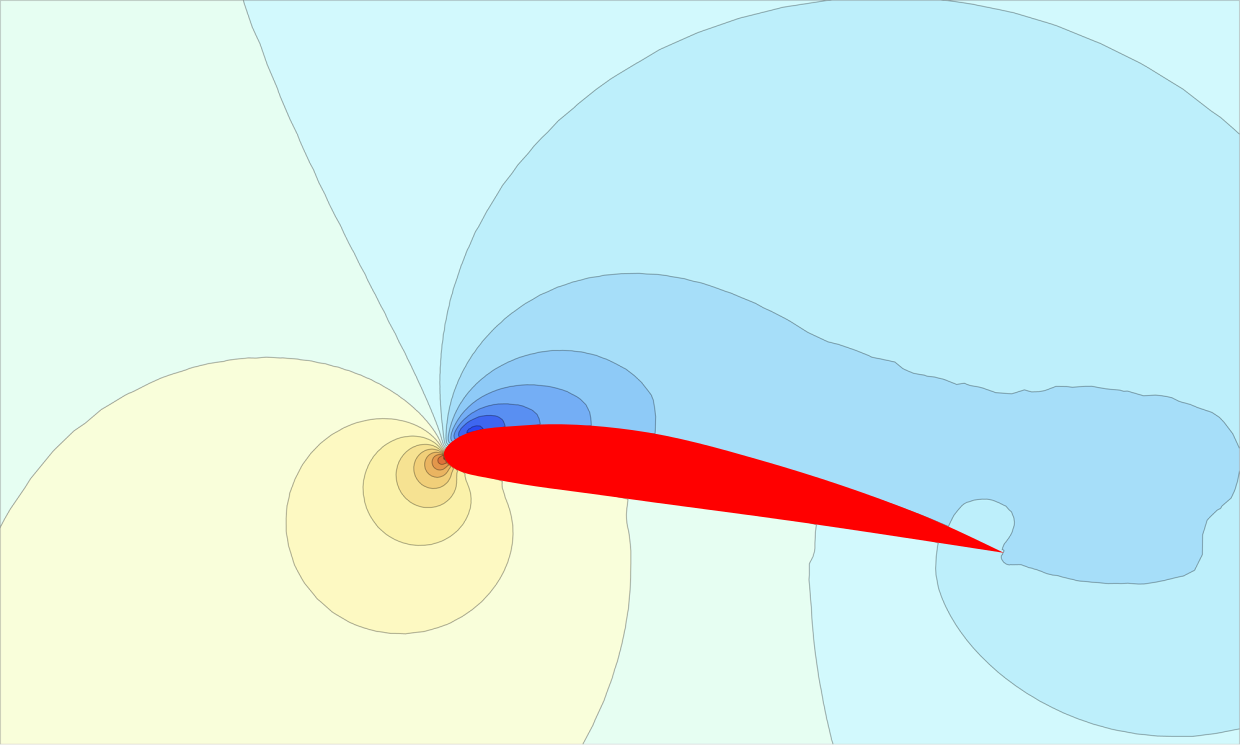
Darstellung des Drucks im Medium ohne Bodeneffekt (Druck = gelb, Sog = blau)

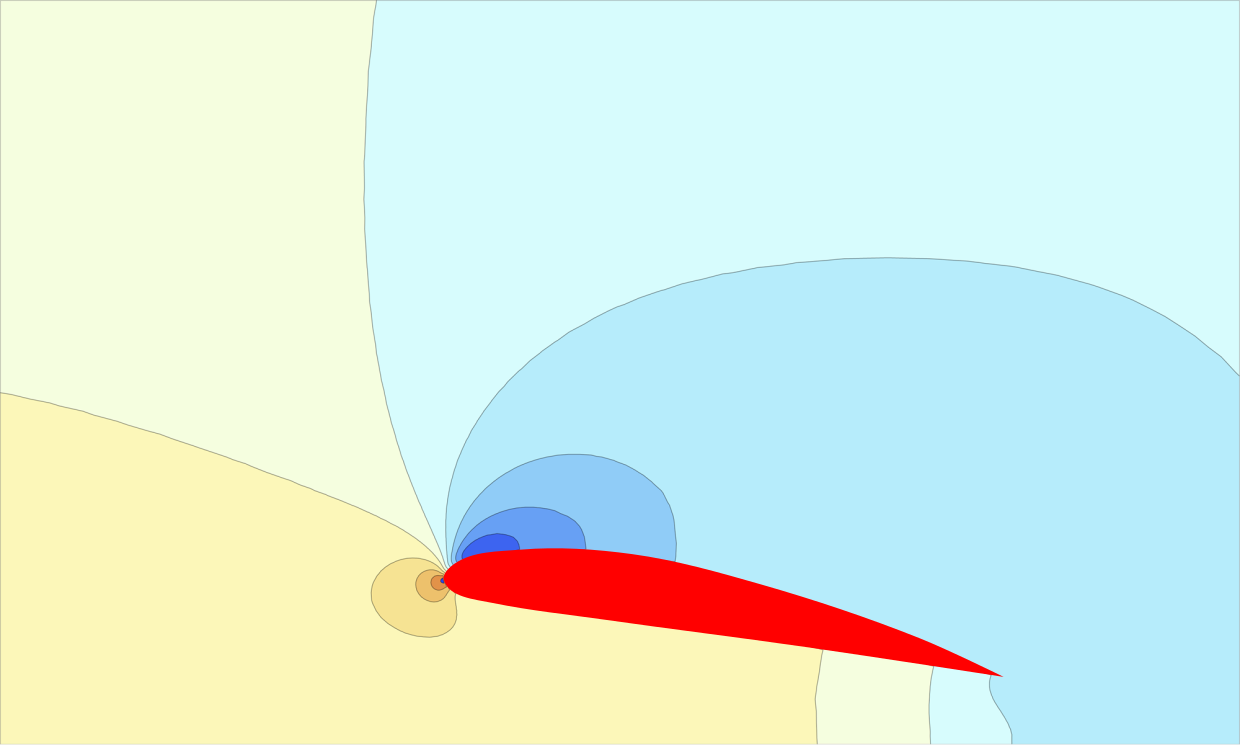
Positiver Bodeneffekt

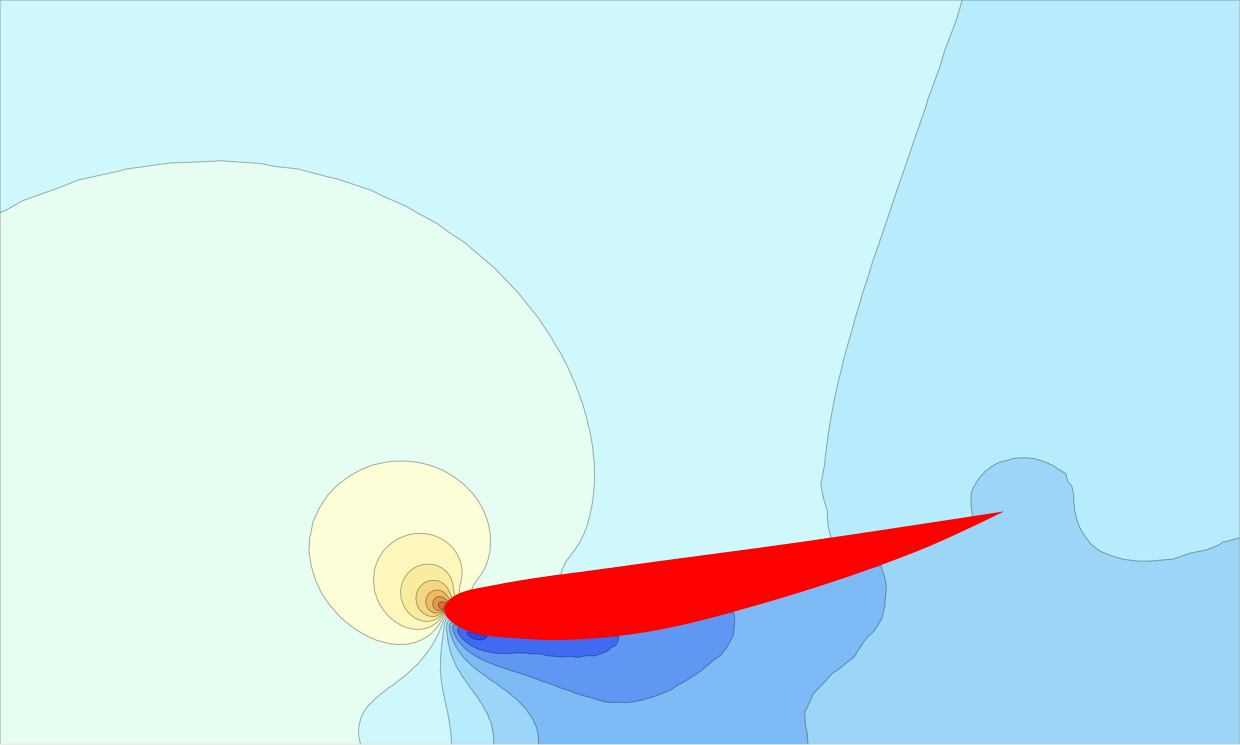
Negativer Bodeneffekt

Als Bodeneffekt bezeichnet man ein physikalisches Phänomen, das ein umströmter Körper in Bodennähe erfährt. Hierbei kann je nach Form des umströmten Körpers zusätzlicher dynamischer Auftrieb oder auch Abtrieb entstehen.

## Prinzip
Wenn sich die Flügelhinterkante dicht am Boden durch die Luft bewegt, wird Luft zwischen Flügel und Boden gestaut. Dadurch steigt dort der Druck und damit der dynamische Auftrieb. Gleichzeitig wandert der Auftriebsschwerpunkt nach hinten. Der Bodeneffekt beruht also darauf, dass sich unter der Tragfläche in Bodennähe ein Luftpolster bildet, das sich mit dem schwebenden Luftfahrzeug vorwärtsbewegt. Dabei wächst das Auftriebs-Widerstandsverhältnis auf das 2,5- bis 3-fache im Vergleich zum Flug in der freien Luft. Das bedeutet eine Verbesserung des Wirkungsgrades einer Tragfläche, so dass in Bodennähe der nötige Auftrieb schon bei geringerer Fluggeschwindigkeit erreicht wird.
Strömungstechnisch betrachtet lässt sich der Bodeneffekt wie folgt beschreiben: Die Druckverteilung am Profil ändert sich und führt zu einer Verringerung des induzierten Widerstands. Der Widerstand eines Tragflügels setzt sich zusammen aus dem Reibungswiderstand, dem Druckwiderstand und dem induzierten Widerstand. Dieser entsteht durch die Wirbel an den Flügelenden, die sich durch den Druckausgleich zwischen Ober- und Unterseite bilden.
So entstehen hinter dem Flügel ein Wirbelband und Randwirbel, welche die Luft hinter dem Flügel nach unten beschleunigen. Die durch diesen Druck entstandene Kraft wirkt senkrecht zum Geschwindigkeitsvektor. So entsteht neben dem Auftrieb noch eine der Bewegungsrichtung entgegengesetzte Kraft, der induzierte Widerstand. In Bodennähe ist kaum noch Platz für die Luft, um nach unten zu strömen und sie wird gezwungen, fast horizontal wegzufließen. Damit wird der induzierte Widerstand kleiner. Somit kann Energie, die zur Überwindung des induzierten Widerstandes benötigt wird, eingespart werden.
Der Effekt wurde bereits von Gustav Lilienthal 1880 beim Albatros beobachtet, aber noch nicht verstanden. Mit Beginn der Fliegerei Anfang des 20. Jahrhunderts wurde seine Wirkung erkannt und genutzt.

## Beispiele für den Bodeneffekt

### Flächenflugzeuge

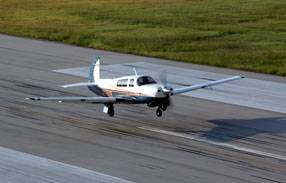
Im Bodeneffekt landende Mooney

In Bodennähe verändern sich die aerodynamischen Verhältnisse an Tragflächen. Der Auftrieb wird größer, der Auftriebsschwerpunkt wandert nach hinten und der Luftwiderstand wird kleiner. Bei Flügen mit einem Tiefdecker in Bodennähe führt der Bodeneffekt dazu, dass das Flugzeug wesentlich länger schwebt, als das beispielsweise bei einem Hochdecker der Fall ist. Dieses muss ein Pilot bei der Landung mit Tiefdeckern, insbesondere auf kurzen Landebahnen, berücksichtigen.
Bei Bodeneffektfahrzeugen (Ekranoplan) handelt es sich meist um Transportmittel, die für den Tiefflug unter Ausnutzung des Bodeneffekts konstruiert sind und daher nur für bestimmte Einsatzzwecke geeignet sind. Bodeneffektfahrzeuge können einerseits Flächenflugzeuge sein, die auch für größere Höhen flugtauglich sind (unter anderem auch Wasserflugzeuge). Andererseits werden Bodeneffektfahrzeuge dann verwaltungstechnisch als Schiffe geführt, wenn die niedrige Flughöhe Bodeneffektfahrzeuge dazu zwingt, verkehrstechnisch mit Schiffen und Booten zu interagieren, sich also dem Schifffahrtsrecht zu unterwerfen haben. Aus diesem Grund heißen diese Geräte auch Bodeneffekt„fahrzeuge“ und nicht Bodeneffekt„flugzeuge“, obwohl es physikalisch gesehen Luftfahrzeuge sind, die fliegen (dynamischer Auftrieb, Flugzeuge) und nicht fahren (statischer Auftrieb, Luftschiffe). Segelflugzeuge können im Bodeneffekt unter geringerem Höhenverlust eine wesentlich weitere Strecke als die dem Gleitwinkel entsprechende zurücklegen.
Die von 1947 bis 2019 als größtes gebautes „Flugzeug“ geltende Hughes H-4 führte nur einen Testflug in 20 m Höhe aus. Die Flugfähigkeit des Typs außerhalb des Bodeneffekts wurde nicht erwiesen.
Faustregel: Der Bodeneffekt tritt auf, wenn die Flughöhe gleich oder kleiner als die halbe Flügelspannweite des Tragflügels ist.

### Hubschrauber

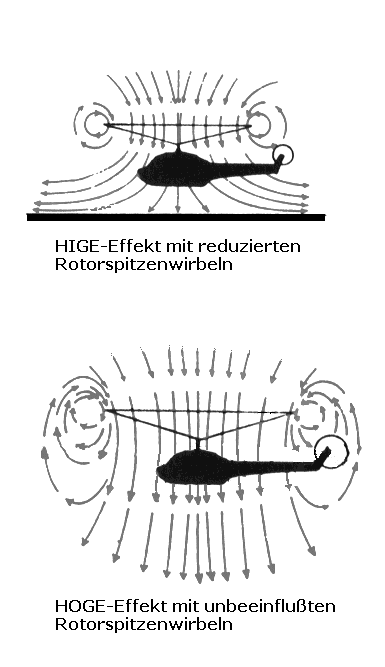
Wirkung des Bodeneffekts bei Hubschraubern

In Leistungsbeschreibungen von Hubschraubern kann man die Begriffe HIGE (für hovering in ground effect) und HOGE (für hovering out of ground effect) finden. Diese Ausdrücke werden typischerweise benutzt, wenn über die Arbeitsgrenzen von Hubschraubern bezogen auf die notwendige Motorkraft berichtet wird. Genauso wie bei den Tragflächen von Flugzeugen gibt es bei ihnen einen Bodeneffekt in Bodennähe, der als Ergebnis einer Interaktion der abwärts gerichteten Luftströmung des Hauptrotors mit dem Boden für einen erhöhten Auftrieb verantwortlich ist. Luft sinkt von oben in die Rotorscheibe, wird abwärts beschleunigt und trifft auf dem Boden auf. Da der Boden die Luft an einer schnellen Abströmung hindert, wird der Hubschrauber zusätzlich angehoben. Gleichzeitig kommt es zu einer Reduzierung der Rotorspitzenwirbel.
Der Bodeneffekt bei einem Hubschrauber kommt vor, wenn dieser sich innerhalb einer halben bis ganzen Rotorspannweite über Grund befindet (HIGE). Er ist weniger effektiv über Wasser und hohem Gras, da diese Oberflächen energieabsorbierend wirken, und er ist gar nicht vorhanden, wenn sich der Hubschrauber in größerer Höhe bewegt (HOGE). Letzteres bedeutet notwendigerweise einen höheren Leistungsbedarf und größeren Treibstoffverbrauch.
Der Bodeneffekt hat für die Arbeitsgrenzen von Hubschraubern durchaus eine Bedeutung. Wenn bei limitierenden Faktoren wie einer hohen Gewichtsbelastung, dem Abheben von einem hoch gelegenen Platz oder bei hoher Temperatur gestartet werden muss, kann der Bodeneffekt durch die zusätzlich gelieferte Auftriebskraft diese Arbeitsgrenzen erweitern und so das Abheben in manchen Fällen überhaupt erst ermöglichen. Der Hubschrauber hebt dann mit Bodeneffekt ab und geht aus dem Schwebeflug noch in Bodennähe in den Vorwärtsflug über. Durch den nun vorhandenen dynamischen Auftrieb kann er sich vom Boden weiter entfernen.

### Bodeneffektfahrzeuge nach dem Stauflügelprinzip

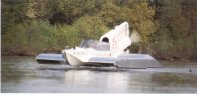
2-sitziges Tandem Airfoil Flairboat Jörg I im Bodeneffektflug in 30 cm Höhe

Eine spezielle Bauart eines Bodeneffektfahrzeuges nach dem Stauflügelprinzip ist ein Tandem Airfoil Flairboat. Das Tandemflügelprinzip führt dazu, dass eine Eigenstabilität während des Bodeneffektfluges erreicht wird, die einen sicheren Flairzustand innerhalb des Bodeneffektes garantiert. Ein Verlassen des Bodeneffektes, wie es bei den freiflugfähigen Bodeneffektfahrzeugen erreicht wird, ist hierbei nicht beabsichtigt.
Die Tatsache, dass ein Tandem Airfoil Flairboat den Bodeneffekt nicht verlassen kann, führte bereits in dem Jahr 1974 zu der verkehrstechnischen und zulassungstechnischen Einordnung als Bodeneffektfahrzeug Typ A.
Infolge der Klassifizierung als Bodeneffektfahrzeug Typ A wird ein Tandem Airfoil Flairboat wie ein Wasserfahrzeug eingestuft, so dass ein Motorbootführerschein für die Bedienung völlig ausreichend ist.

### Landfahrzeuge

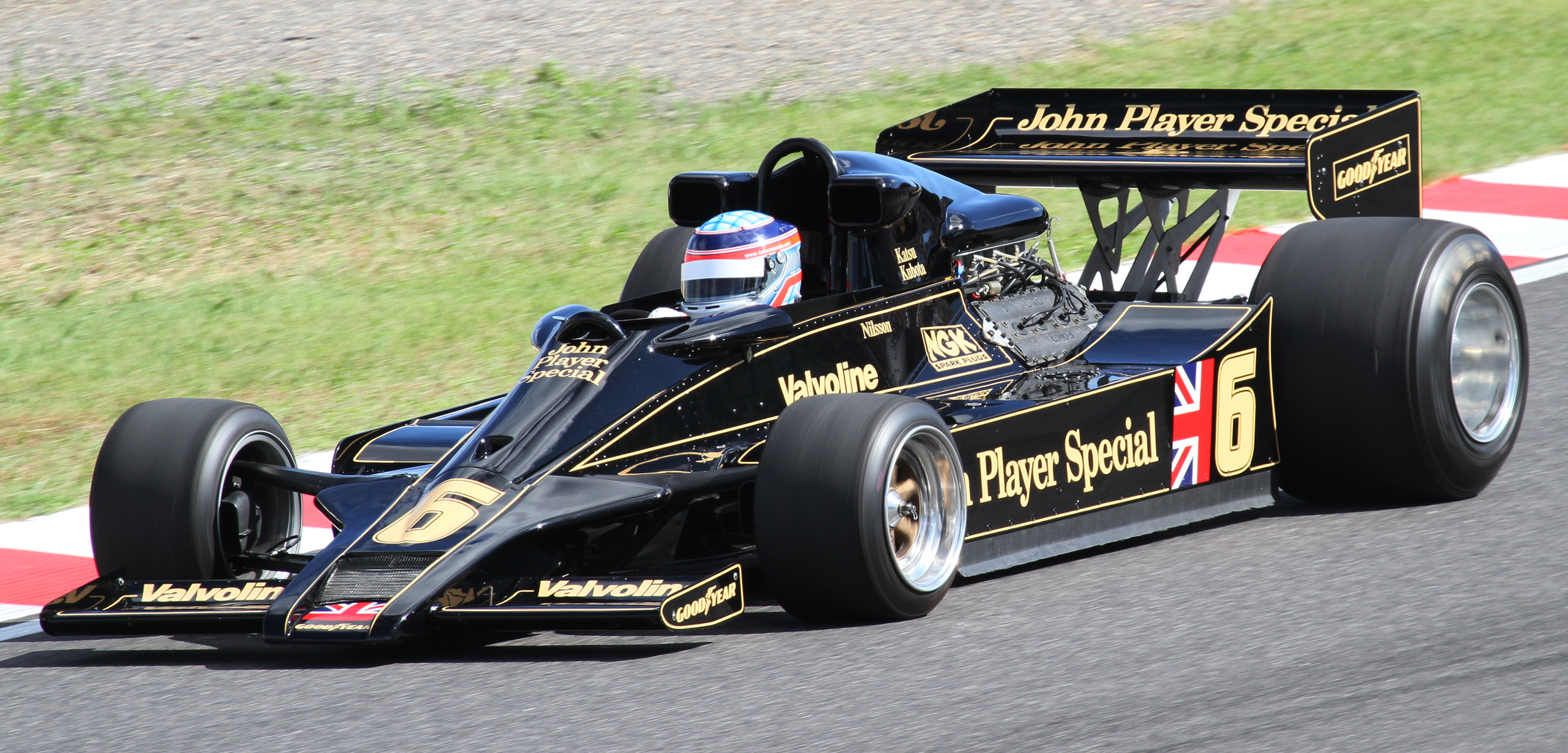
Seitliche Schürzen wegen des Bodeneffekts an einem Lotus 78

Der negative Bodeneffekt wird im Motorsport genutzt, um einen Abtrieb zu erzeugen und die maximal mögliche Querbeschleunigung zu erhöhen. Für Straßenrennen wie beispielsweise die Formel 1 konstruierte Fahrzeuge haben nicht nur darum wenig Bodenfreiheit, weil man den Schwerpunkt möglichst tief legen will. 1977 führte das Team Lotus einen nach aerodynamischen Kriterien gestalteten Fahrzeugboden ein, um den negativen Bodeneffekt auszunutzen, und erhöhte so den Anpressdruck. Die gesamten Seitenkörper des Lotus 78 wurden als umgekehrte Flügel geformt und durch beweglich montierte Schürzen am Außenrand, die über die Fahrbahn schleiften, weitgehend abgedichtet. Die mögliche Querbeschleunigung stieg enorm, wohingegen sich der Strömungswiderstand weniger erhöhte als mit entsprechenden Heck- und Frontflügeln. Das Überfahren der Randsteine war höchst gefährlich, weil die zusätzliche Bodenhaftung verloren ging, sobald zusätzlich einströmende Luft diesen Effekt zunichtemachte. Seit der Saison 1983 verlangen die Regeln der Formel 1 eine durchgängige Bodenfreiheit von mehreren Zentimetern zur Begrenzung des Bodeneffekts.
Bei Fahrzeugen, die den negativen Bodeneffekt ausnutzen, lässt sich ein Porpoising genanntes Phänomen beobachten. Es ist eine Art Hüpfen des Fahrzeugs bei hoher Geschwindigkeit. Mit zunehmender Geschwindigkeit wird das Fahrzeug immer stärker an die Strecke gesaugt, bis die Strömung schließlich abreißt. Das Fahrzeug verliert dann kurzzeitig an Abtrieb und gewinnt dabei wieder an Höhe. Der Vorgang wiederholt sich anschließend.